# Teodósio de Frias
Pour les articles homonymes, voir Frias (homonymie).
Teodósio de Frias (Lisbonne, vers 1555 - Lisbonne, 11 novembre 1634), parfois écrit Theodósio de Frias, était un architecte portugais.

## Biographie
Il a été substitué  dans ses charges à son père, Nicolau de Frias, après sa mort. Il a été cavaleiro fidalgo, architecte du roi, maître des travaux de la cité de Lisbonne, superintendant des travaux du palais d'Alcantara. Le 3 août 1610, il est substitué à son père pour les travaux des Paços da Ribeira. Il est familier du Saint-Office en 1626.
En 1603, Philippe II de Portugal l'a nommé architecte du palais royal d'Alcântara. Ce palais a été détruit pendant le tremblement de terre de Lisbonne, en 1755,.
Il fait les plans du retable du chœur et des confessionnaux de l'église Saint-Vincent de Fora, entre 1608 et 1612.
Un contrat du 4 mars 1610 montre que l'hôtellerie royale de Vendas Novas a été construit suivant les plans de Teodósio de Frias.
En 1619, il était au sommet de la hiérarchie des architectes royaux, et a conçu l'architecture éphémère de l'entrée triomphale,.
Il a fait en 1621 un plan de l'église de Saint-Engrâce, Panthéon national.
Architecte du monastère des Hiéronymites, il y réalise plusieurs travaux, dont, vers 1625, la porte du cloître, la maison du portier, l'escalier conventuel et la salle située à l'entrée du couvent menant à la galerie supérieure du cloître. Les travaux ont été exécutés par le maçon Diogo Vaz.
Il a été l'architecte du couvent Notre-Dame de Penha de França, à Lisbonne, de 1625 à sa mort.
Il est intervenu sur la réalisation du séminaire du palais épiscopal de Miranda do Douro.
Probablement, à partir de 1625, il a travaillé sur le projet préparatoire d'alimentation en eau de Lisbonne qui avait été commencée par Pedro Nunes Tinoco, en 1617.
Il travaille en 1626 sur la restructuration du couvent Notre-Dame de Quietação ou des Flamandes, à Alcântara, avec la démolition de l'église qui avait construite par son père Nicolau de Frias.
Il a fait les plans du retable de l'église Saint-Roc de Lisbonne.
Il a été enterré dans l'église du couvent Notre-Dame de Quietação ou des Flamandes avec son épouse.

## Famille
Il appartenait à une famille d'architectes portugais dont le plus ancien connu était Pedro de Frias.
Il était le fils de Nicolau de Frias (Lisbonne, 1530 - 1610), lui-même fils de Pedro de Frias, architecte du roi, qui avait succédé à Filippo Terzi à la Aula dos Paços da Ribeira, l'école du palais.
Il s'était marié à Lianor Pereira, décédée le 18 décembre 1627 et enterrée comme lui au couvent des Flamengas. De cette union sont nés :
- Luis de Frias, architecte du roi
- Teodósio de Frias, qui a poursuivi la carrière de son père et a été nommé cavaleiro fidalgo, et sargento-mor de Alcanede,
- Paula de Frias,
- Brites de Frias

Il y a eu un petit-fils du nom de Teodósio de Frias.